# Port lotniczy Atarot
Port lotniczy Atarot (hebr. ‏שדה התעופה עטרות‎; arab. ‏مطار القدس الدولي‎; ang. Atarot Airport; IATA: JRS, ICAO: LLJR/OJJR) – nieaktywny niewielki port lotniczy położony między Jerozolimą a Ramallah w Izraelu. Kiedy powstał w 1927, był pierwszym portem lotniczym w Brytyjskim Mandacie Palestyny. Został zamknięty dla ruchu cywilnego w październiku 2000 po wybuchu intifady Al-Aksa.

## Położenie
Lotnisko Atarot jest położone na niewielkim płaskowyżu na północ od Jerozolimy. Po stronie południowo-zachodniej wznoszą się Wzgórza Jerozolimy, po stronie zachodniej i północno-zachodniej rozciągają się wzgórza Samarii, natomiast po stronie wschodniej teren opada na pustynię Judzką w kierunku depresji Morza Martwego. Pas startowy znajduje się na wysokości 757 metrów. Na północ, wschód i zachód od lotniska przebiega mur bezpieczeństwa, oddzielający terytorium Izraela od Autonomii Palestyńskiej – samo lotnisko leży po stronie izraelskiej. Po tej samej izraelskiej stronie znajduje się strefa przemysłowa Atarot, obóz uchodźców Kalandia oraz wioski Kalandia i Al-Dżudajra. Po stronie palestyńskiej znajdują się miasta Ramallah, Kefar Akab i Ar-Ram, oraz wieś Rafat. Na południowy wschód od lotniska znajduje się przejście graniczne Kalandia.

## Historia

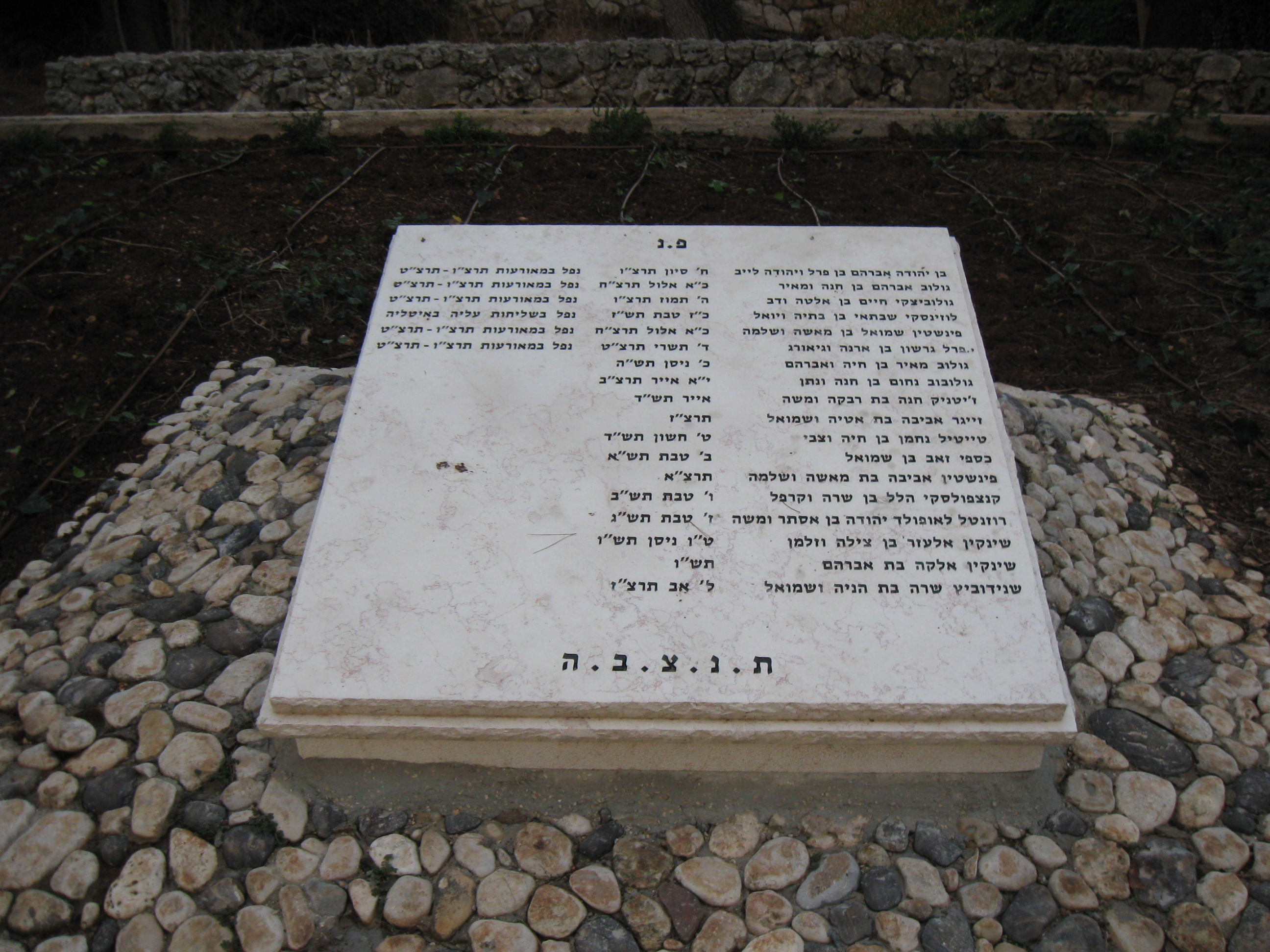
Аtarot Cemitério perto da „Port lotniczy Atarot”

W wyniku I wojny światowej w 1918 Palestyna przeszła pod panowanie Brytyjczyków, którzy utworzyli Mandat Palestyny. Jego stolicą i siedzibą władz administracji cywilnej była Jerozolima. Brytyjczycy postanowili, że stolica terytorium mandatowego powinna posiadać własny port lotniczy, na którym można by przyjmować oficjalnych gości lub delegacje państwowe. W owym czasie w Mandacie Palestyny znajdowały się jedynie niewielkie bazy lotnicze Royal Air Force. Po sprawdzeniu okolicznych terenów, pod budowę lotniska wybrano płaskowyż przy arabskiej wiosce Kalandia, na północ od Jerozolimy. Ziemie rolnicze należały jednak do sąsiedniego żydowskiego moszawu Atarot. Społeczność ta cierpiała na brak gruntów rolnych, i była przeciwna odsprzedaniu ziemi. Z tego powodu negocjacje między stronami przedłużały się, a brytyjskie władze rozpatrywały kolejne propozycje żydowskich instytucji syjonistycznych. W maju 1924 doszło do zawarcia porozumienia, które otworzyło drogę do budowy lotniska. Miało ono powstać na płaskim terenie przylegającym do drogi z Jerozolimy do Ramallah.
Uroczystość otwarcia lotniska odbyła się w dniu 8 marca 1927. Uczestniczył w niej wysoki komisarz Palestyny Herbert Samuel, przywódcy ruchu syjonistycznego oraz członkowie Wysokiego Komitetu Arabskiego. Początkowo był to jedynie trawiasty pas startowy, który krzyżował się z drogą. Podczas lądowania lub startu samolotów zamykano szlabany na drodze. Lotnisko obsługiwało wówczas zaledwie jeden samolot rejsowy na linii Londyn-Nowe Delhi (stolica Indii). Kolejne lata nie przyniosły większej ilości regularnych linii lotniczych, a na lotnisku lądowały jedynie pojedyncze samoloty specjalne z wysokimi urzędnikami państwowymi. W 1931 władze mandatowe poinformowały o planie rozbudowy lotniska. W tym celu zawarto umowę z Royal Air Force, na mocy której, rozbudowane lotnisko Kalandia miało służyć celom cywilnym i wojskowym. W rezultacie przeprowadzono przymusowe wywłaszczenie gruntów żydowskiego moszawu, oraz wyburzono kilkanaście domów i usunięto sad owocowy. W 1936 nastąpiło otwarcie nowego portu lotniczego, który dysponował już betonowym pasem startowym. Podczas arabskiego powstania w Palestynie (1936–1939) brytyjscy piloci wojskowi wykorzystywali lotnisko do atakowania arabskich gangów w okolicy. W październiku 1937 linie lotnicze Palestyna Airlines uruchomiły komercyjne loty do Hajfy i Lidy. Wybuch II wojny światowej w 1939 przyniósł z sobą decyzję zakazującą cywilnych lotów nad Palestyną. Komercyjne samoloty zostały skonfiskowane, a linie Palestyna Airlines zbankrutowały. Przyjęta 29 listopada 1947 Rezolucja Zgromadzenia Ogólnego ONZ nr 181 zakładała, że na terenie byłego Mandatu Palestyny miały powstać dwa państwa (żydowskie i arabskie) oraz mała międzynarodowa strefa obejmująca Jerozolimę i Betlejem. Port lotniczy Kalandia miał znaleźć się w państwie arabskim. Społeczność żydowska zaakceptowała plan podziału Palestyny, jednak Arabowie odrzucili go i dzień później doprowadzili do wybuchu wojny domowej w Mandacie Palestyny. Pobliski żydowskie osady Atarot i Newe Ja’akow zostały odcięte od Zachodniej Jerozolimy, a siły arabskich milicji sparaliżowały komunikację. Sytuacja bezpieczeństwa zmusiła Brytyjczyków do podróżowania na lotnisko w konwojach w eskorcie samochodów pancernych. Konwoje żydowskie korzystały z okazji i dołączały do brytyjskich konwojów jadących na lotnisko. Brytyjczycy okazywali w ten sposób dobrą wolę, chociaż często Żydzi płacili łapówki brytyjskim policjantom na służbie. Pod koniec brytyjskiego mandatu lotnisko Kalandia zaczęło odgrywać ważną strategicznie rolę. Zajmowało ono ważne miejsce w planie ewakuacji brytyjskich urzędników z Jerozolimy. W dniu 14 maja 1948 ostatni wysoki komisarz Palestyny Alan Cunningham odleciał stąd do Hajfy, skąd odpłynął drogą morską. Opuszczone lotnisko zajęli żydowscy żołnierze z osady Atarot. Jednak już na początku I wojny izraelsko-arabskiej okolicę zajęły siły jordańskiego Legionu Arabskiego. W dniu 17 maja 1948 tutejsze żydowskie osady Atarot i Newe Ja’akow zostały ewakuowane, a następnie zniszczone przez Jordańczyków.
Zawarty 3 kwietnia 1949 rozejm izraelsko-jordański przewidywał, że lotnisko pozostanie w obszarze okupowanym przez Jordanię. W kolejnych latach Jordańczycy odbudowali zniszczone lotnisko, poszerzając jego pas startowy. W trakcie prac budowlanych usunięto pozostałości żydowskich osiedli oraz sąsiedni cmentarz. Wybudowano wówczas budynki personelu lotniska. Swój szczytowy moment rozwoju port lotniczy osiągnął w latach 60. XX wieku, gdy rozpoczęła się turystyka z Europy do krajów arabskich. Port lotniczy Kalandia był wykorzystywany jako najkrótsza droga dotarcia do Wschodniej Jerozolimy. Z tego powodu w 1965 lotnisko otwarto dla ruchu międzynarodowego. W następnym roku przedstawiono plany jego dalszej rozbudowy, nie zostały one jednak zrealizowane. Na samym początku wojny sześciodniowej, w dniu 6 czerwca 1967 lotnisko zajęły siły żydowskiej Brygady „Harel”. Po zakończeniu wojny i zjednoczeniu Jerozolimy, władze izraelskie postanowiły zmienić nazwę lotniska na port lotniczy Jerozolima. Jego eksploatację powierzono firmie Airports Authority. Na początku 1970 przeprowadzono modernizację pasu startowego – otrzymał on nawierzchnię asfaltową i oświetlenie. W 1971 lotnisko było przez osiem miesięcy nieczynne, gdyż prowadzono prace przy przedłużeniu pasa startowego, tak aby mogły z niego korzystać duże samoloty. Z lotniska korzystały linie Arkia Israel Airlines, utrzymujące stałe połączenia z portem lotniczym Tel Awiw-Sede Dow i Ejlatem. Spółka posiadała tutaj małą stację z obsługą naziemną, która obsługiwała loty Arkii oraz czarterowe loty komercyjne i samoloty prywatne. W 1972 władze przeprowadziły kolejne prace rozwojowe, dostosowując lotnisko do potrzeb obsługi ruchu międzynarodowego. W trakcie tych prac poszerzono pas startowy, wyremontowano terminal, dodano wyposażenie kontroli granicznej i celnej, a przy lotnisku wystawiono radar oraz instalacje nawigacyjne. W lipcu 1974 wylądował pierwszy samolot otwierający regularne połączenie z Frankfurtu do Jerozolimy. Międzynarodowa opinia publiczna nie zgadzała się jednak z przyłączeniem Wschodniej Jerozolimy do Izraela, i z tego powodu niemieckie samoloty zaczęły korzystać z portu lotniczego Tel Awiw-Ben Gurion. Jako kompromis, w dniu 6 września 1974 samolot bez pasażerów wystartował z portu lotniczego im. Dawida Ben Guriona i poleciał na lotnisko Jerozolimy, gdzie został uroczyście przywitany przez oficjalne władze izraelskie. W grudniu 1975 Organizacja Międzynarodowego Lotnictwa Cywilnego potępiła Izrael za eksploatowanie portu lotniczego Jerozolima. Z tego powodu w kolejnych latach lotnisko obsługiwało jedynie niewielką liczbę lotów czarterowych. Okazjonalnie wykorzystywały je także Siły Powietrzne Izraela, których piloci szkolili się w lądowaniu z użyciem systemu ILS. W 1992 zmieniono nazwę lotniska na port lotniczy Atarot, upamiętniając w ten sposób zniszczoną żydowską osadę o tej właśnie nazwie. Wraz z wybuchem intifady Al-Aksa w październiku 2000 zdecydowano się zamknąć lotnisko. Było ono otoczone arabskimi osiedlami i izraelskie siły bezpieczeństwa nie były w stanie zagwarantować normalnego funkcjonowania portu. Terminal pasażerski został częściowo rozebrany, a odpowiedzialność za lotnisko przejęły Siły Obronne Izraela, które wykorzystywały je jako lądowisko dla helikopterów. Na szczycie w Camp David w 2000 izraelska delegacja zaprezentowała mapy, na których lotnisko Atarot znajdowało się w zabudowanym terenie izraelskiej Jerozolimy. Delegacja palestyńska odrzuciła te propozycje, domagając się uznania międzynarodowego portu lotniczego dla Palestyńczyków. Drogą poszukiwania konsensusu zaproponowano utworzenie międzynarodowego lotniska, podobnego do portu lotniczego Genewa-Cointrin, który jest użytkowany przez Szwajcarię i Francję. Nie osiągnięto jednak porozumienia w tej sprawie. W 2002 Izraelczycy przystąpili do budowy muru bezpieczeństwa, który oddzielił terytorium Izraela od Autonomii Palestyńskiej. Dalszy los lotniska jest nieznany.

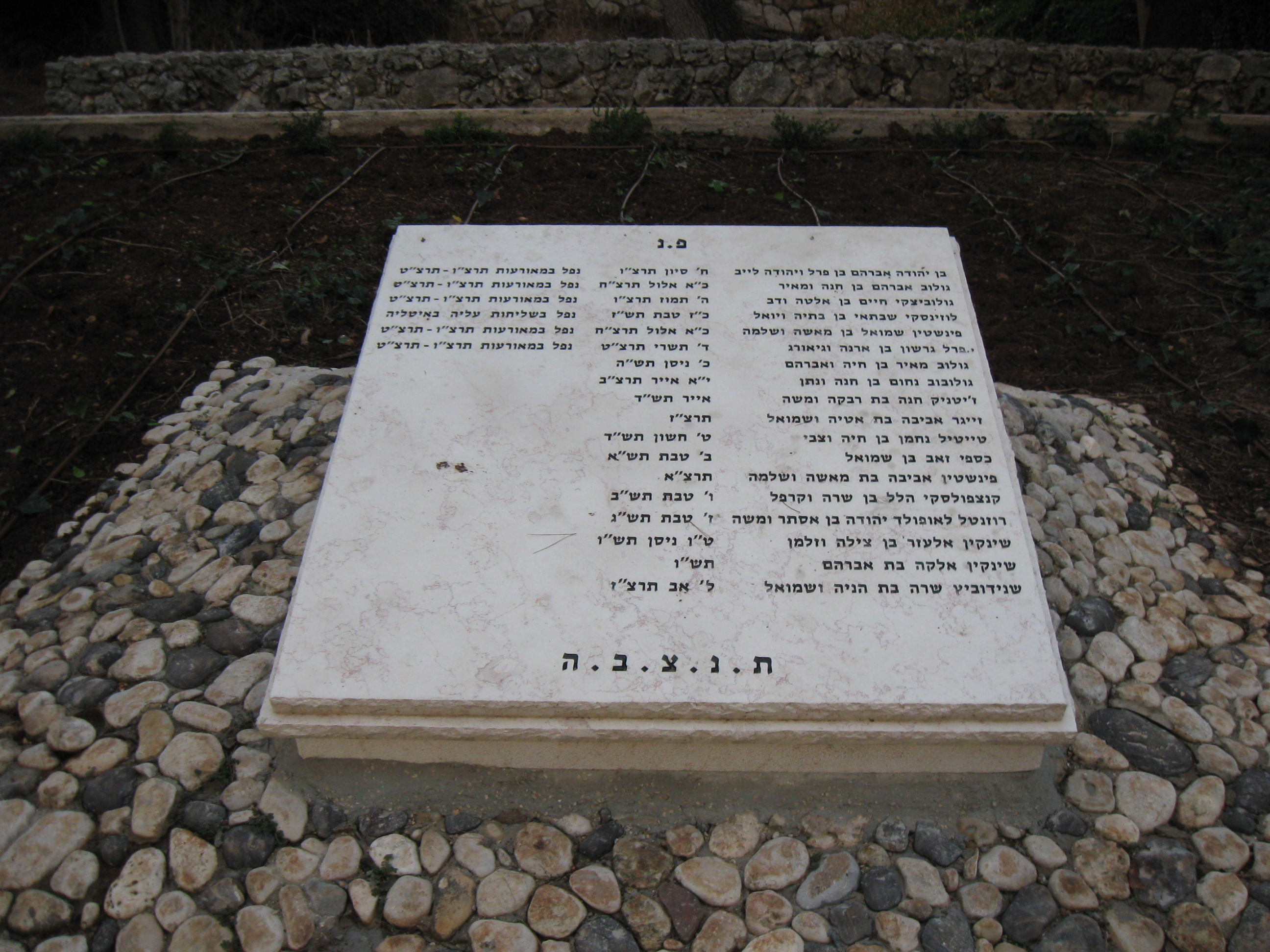
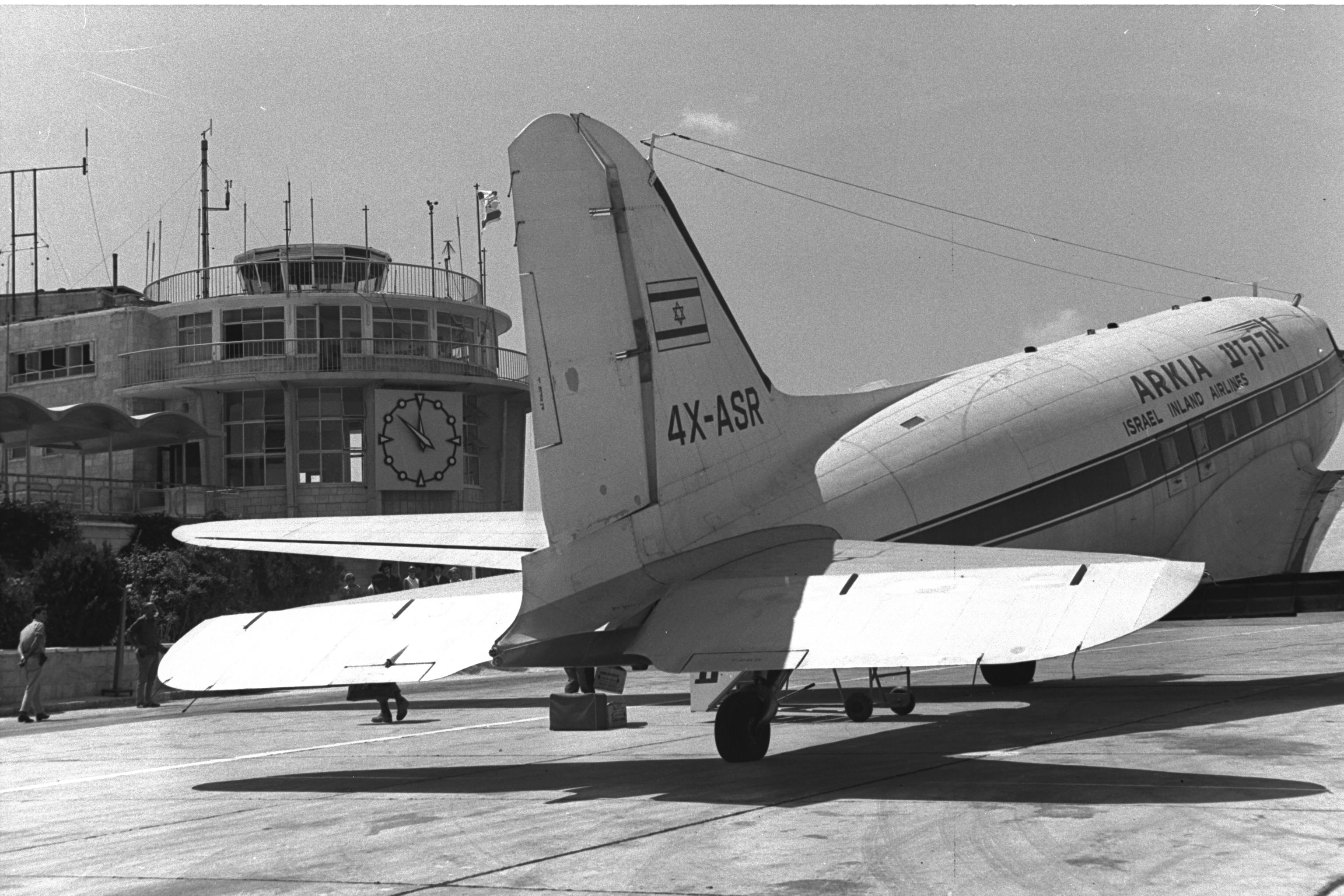
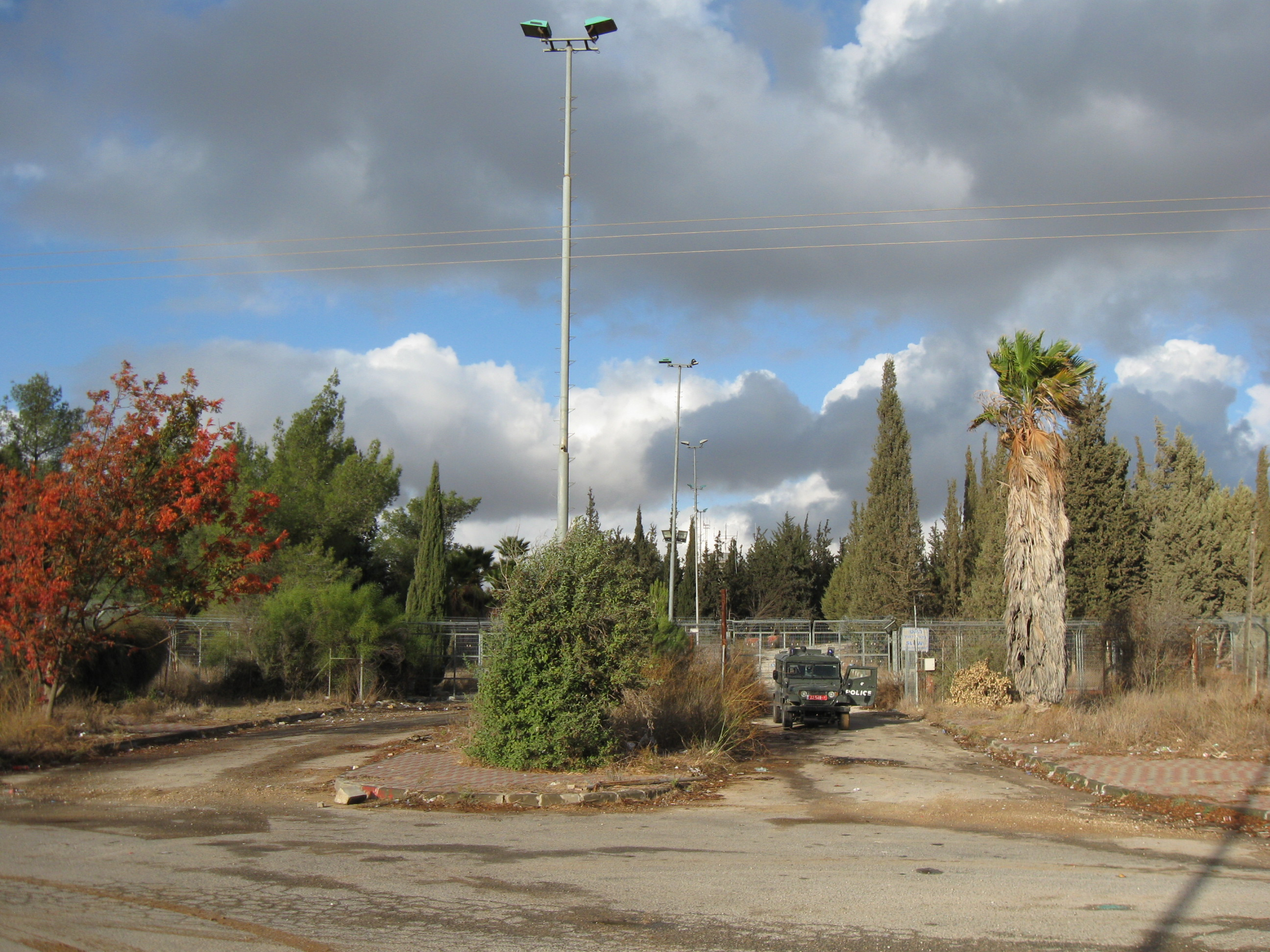